# Musik für drei Streicher
Musik für drei Streicher (Duits voor Muziek voor drie strijkers) is een compositie van  Wolfgang Rihm uit 1977.
In tegenstelling tot veel andere titels van zijn composities, geeft deze exact weer wat het is; muziek voor viool, altviool en cello. De compositie duurt ongeveer een uur en is verdeeld in 3 hoofddelen, die dan weer onderverdeeld zijn:
1. Eerste deel:
  1. Lento;
  2. Assai sostenuto;
  3. Double: Molto allegro (inquieto);
2. Tweede deel:
  1. Canzona I: maatslag ca 76;
  2. Canzona II. Adagio Intermezzo; maatslag ca 152;
  3. Canzona III. Adagio assai, molto semplice;
3. Derde deel:
  1. Energico.

Rihm is geen aanhanger van de bewering dat muziek een vertaling is van het gevoel van de emoties van de componist. Het is meer de algemene staat waarin de componist zich ten tijde van het componeren bevindt, dat wordt weergegeven; dat kan zijn vervreemding, gekte, verwarring, een ander zelfbeeld etc. Maar ook het lichamelijke wordt meegenomen. Daarnaast vindt Rihm dat componeren geen fijne bezigheid is, die opgehemeld kan worden; het is gewoon hard werken om een compositie op papier te krijgen.

Dit alles heeft tot gevolg dat er een grote mate van toeval in zijn muziek is verwerkt; het ene moment voel je dat de compositie lekker vlot; een volgend moment zit je compleet vast. De toevalsmuziek zet alle muziekgeschiedenis aan de kant. De partituur ziet er dan ook geheel anders uit dan anders. Alles moet worden aangegeven, want niets is centraal vastgelegd. Tonaliteit is verdwenen; dus de partituur bevat veel mollen, kruisen en herstellingstekens; daarbij crescendos en decrescendos; dynamiekaanduidingen (van ppp tot fff), maatwisselingen etc.
Alhoewel het compositie is binnen de moderne muziek, zijn er onherroepelijke verwijzingen naar de muziekgeschiedenis. Er zijn citaten te vinden uit de laatste strijkkwartetten van Ludwig van Beethoven en enige overeenkomst met Fünf Orchesterstücke van Arnold Schönberg en werk van Alban Berg is zonder meer te horen. Natuurlijk zijn ook invloeden van Karlheinz Stockhausen, (een van de ontdekkers van de toevalsmuziek) te ontdekken, maar dan alleen in algemene zin. 
Ook de indeling van de compositie is enigszins klassiek. Met een klein beetje fantasie kunnen de onderdelen gezien worden als delen van een symfonie; alleen is het hoofdthema nu te vinden in het laatste deel; de opbouw daartoe zit in het eerste deel, maar is van binnenuit gecomponeerd. Dit in tegenstelling tot de symfonie, waarvan het hoofdthema zich in het eerste deel bevindt dat verder wordt ontwikkeld.  Deel 1 en 3 zijn niet melodieus te noemen, maar deel 2 (Canzona betekent lied) is melodieuzer.
Het werk ging in première op 31 juli 1978 te Darmstadt, dat toch wel als bakermat mag worden beschouwd van de toevalsmuziek van Stockhausen, Pierre Boulez en Rihm.